# Alexandra Park (Londres)
Alexandra Park est un parc paysagé de 80 hectares , situé dans le Borough de Haringey, au nord de Londres à côté de Hornsey, Muswell Hill et Wood Green. Aménagé sur le site de Tottenham Wood et de la ferme de Tottenham Wood Farm  le parc et le palais ont été nommés ainsi en 1863, année du mariage d'Alexandra de Danemark avec le prince de Galles qui est devenu le roi Édouard VII. 

Alexandra Park est divisé entre une partie vallonnée et une partie plate. La colline bordée d'arbres offre une vue large depuis les pentes. Il convient de noter la vue depuis le palais d'Alexandra qui domine le parc. La plupart du temps, l'émetteur de Crystal Palace et / ou les North Downs du sud de Londres sont visibles. De 1936 à 1981, la BBC a transmis des programmes télévisés à partir d'un grand mât construit sur l'une des tours du palais. En 1980, la majeure partie du palais a été détruite par un énorme incendie. Le bâtiment a depuis été restauré et est maintenant un centre de conférence et d'exposition. 

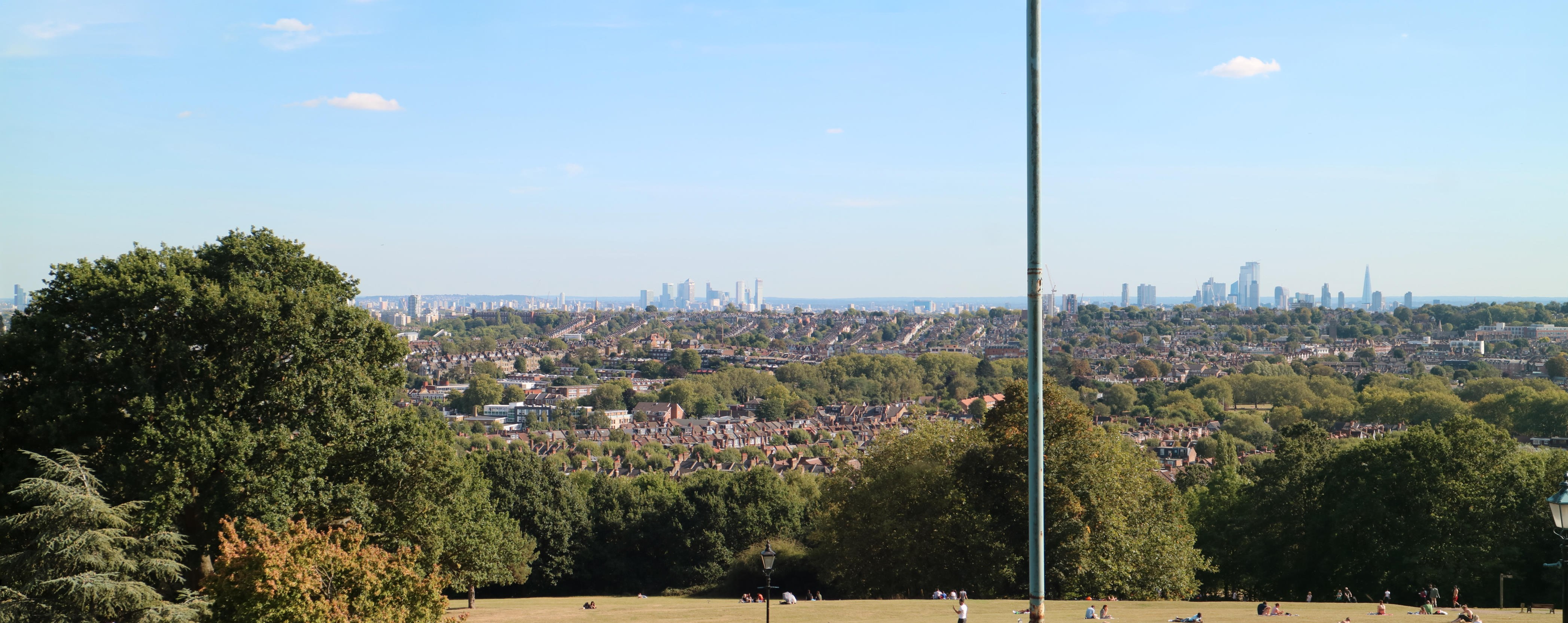
Panorama sur Londres
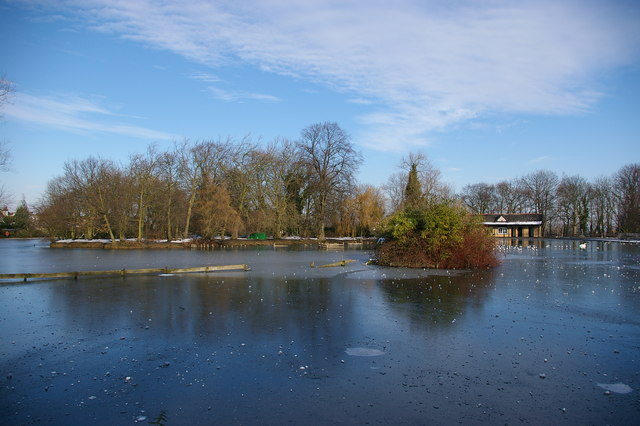
Lac
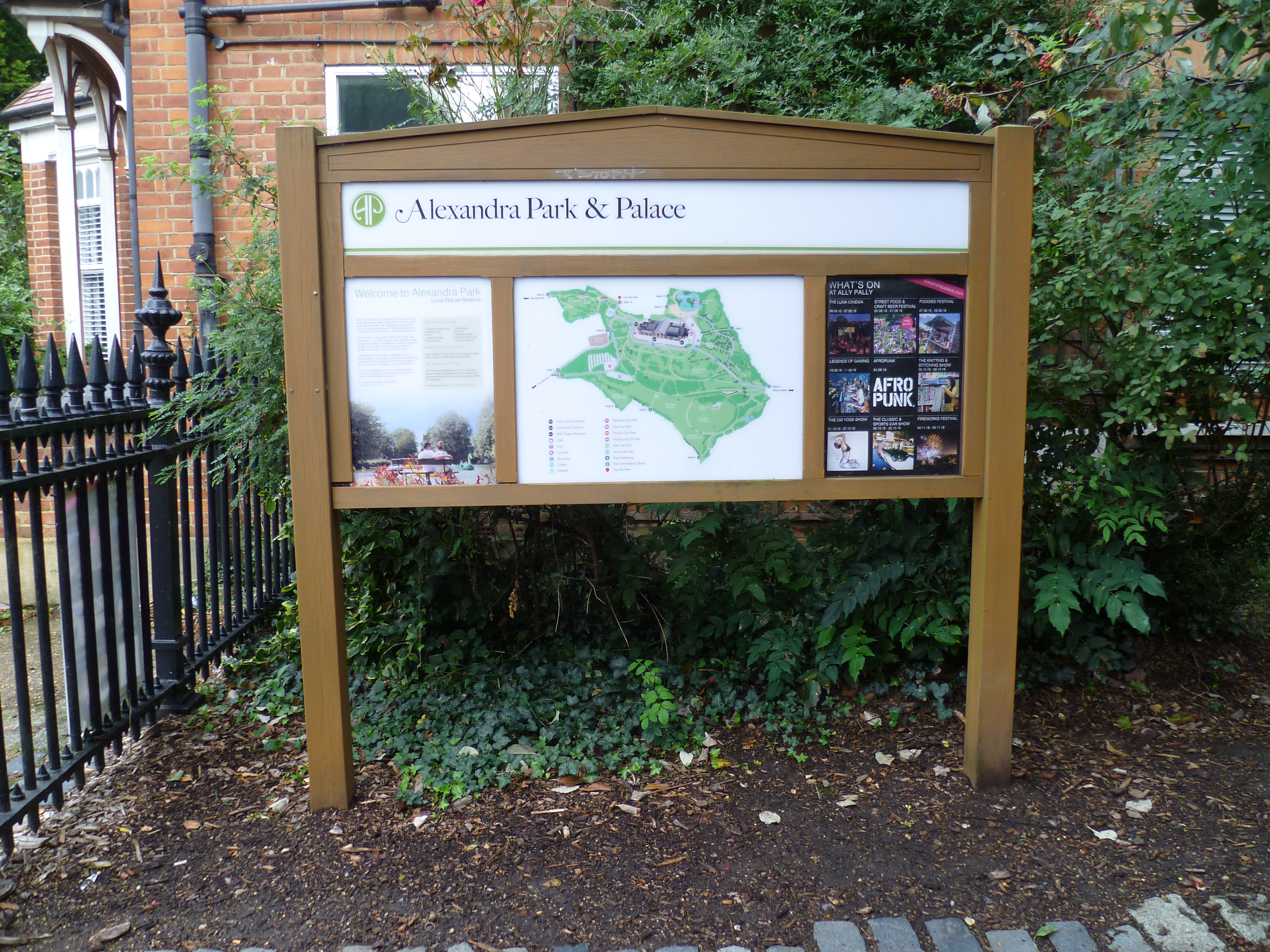
Pancarte
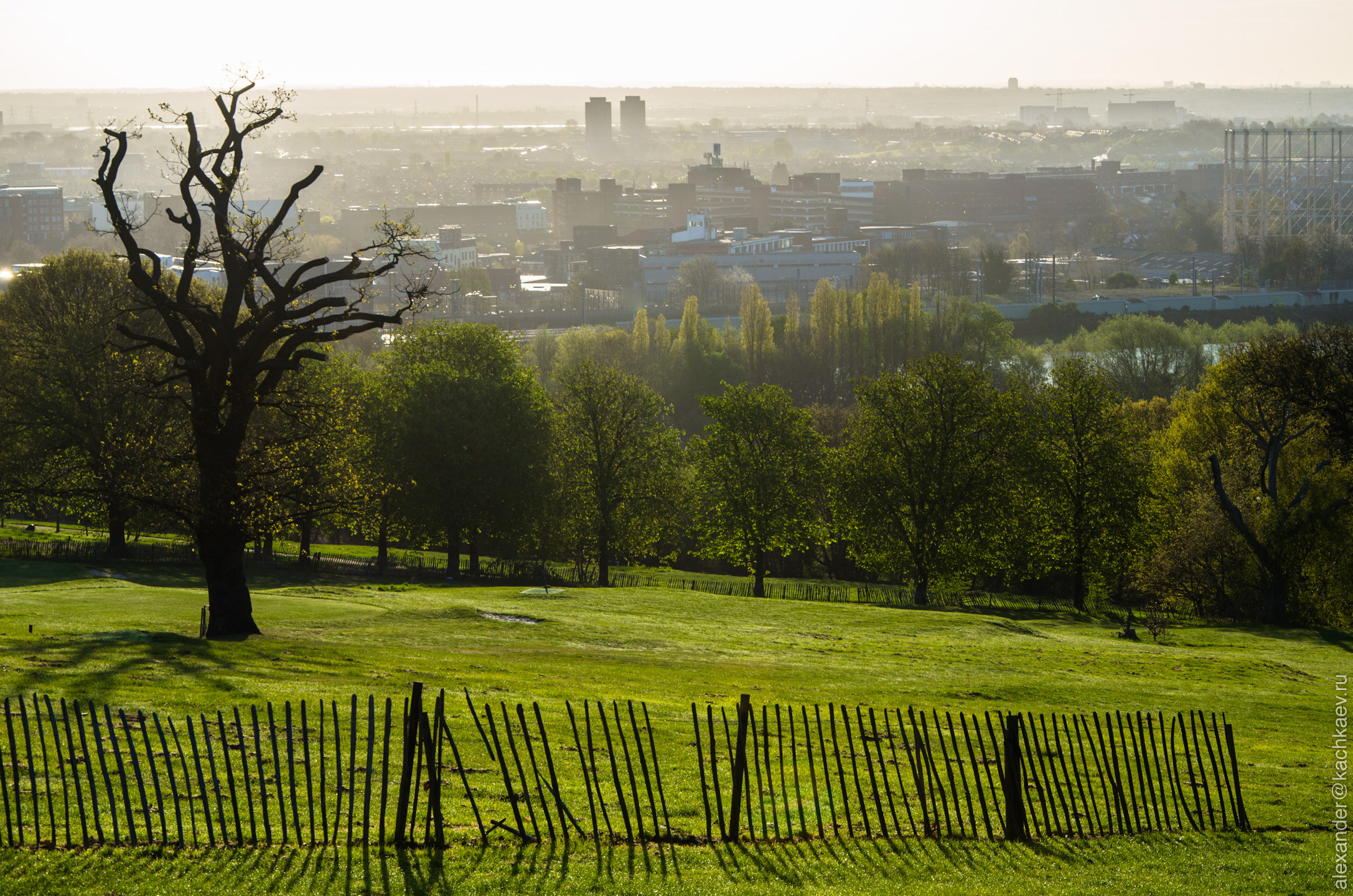
Vue sur Londres
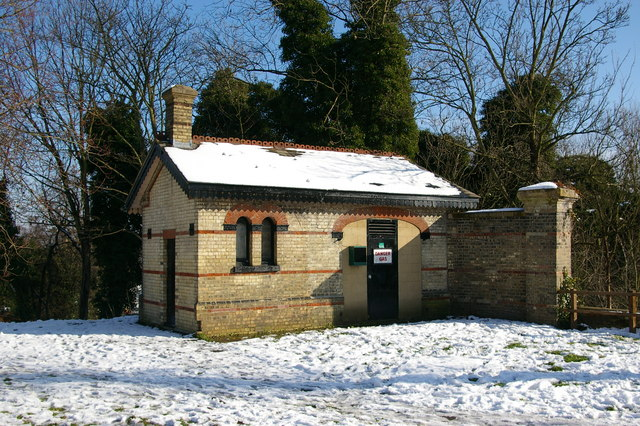
Lodge
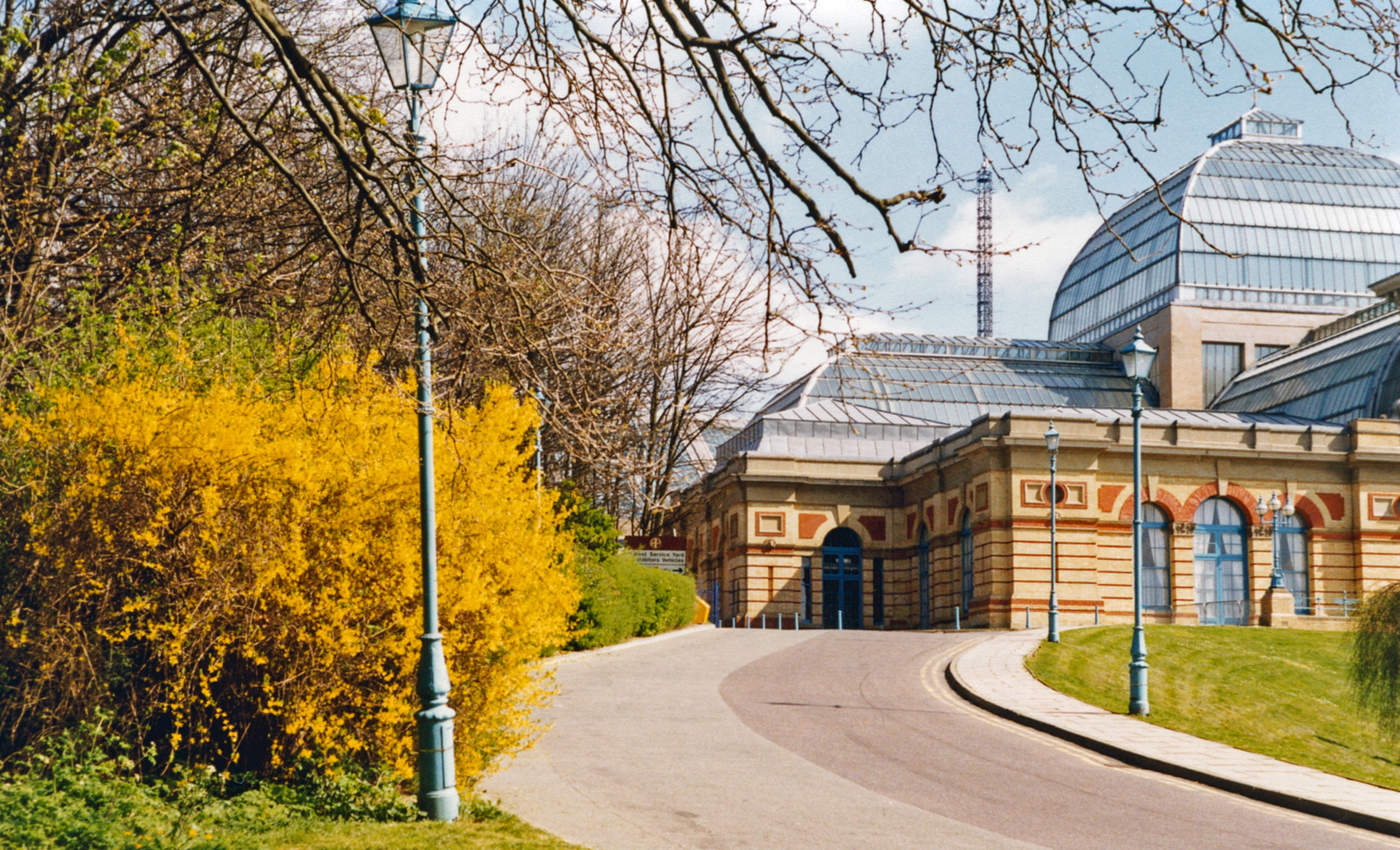
Alexandra Palace

## Histoire
Une loi du Parlement de 1900 a converti le site de la propriété d'une entreprise. La première entreprise a été créée dans les années 1850 pour construire un lieu d'éducation, de loisirs et d'événements pour rivaliser avec le Crystal Palace du sud de Londres, qui a pris la structure principale de la Grande Exposition de 1851 de Hyde Park. La loi a donc créé le Alexandra Palace and Park Trust pour lequel les administrateurs étaient tenus de maintenir le palais et le parc et de les rendre disponibles pour une utilisation et des loisirs gratuits pour le public et pour toujours. 
Jusqu'en septembre 1970, le parc accueillait des courses de chevaux, y compris de nombreuses réunions en soirée télévisées par la BBC. L'hippodrome d'Alexandra Park sur la plaine en dessous du palais a été surnommé "la poêle à frire" en raison de sa forme, avec une tribune victorienne ornée et des garde-corps en fonte. Pendant huit décennies, l'ensemble du site avait jusqu'à trois stations, dont une station de tramway, pour permettre plus de visiteurs. Sa course la plus prestigieuse a été la London Cup. Le club de cricket et le club de football d'Alexandra Park occupent la plus grande partie de l'ancien site, des installations sportives pour la communauté locale,. 
Un lac de taille moyenne attire une variété d'oiseaux aquatiques en toutes saisons et avait une grande enceinte abritant un petit troupeau de daims. Les cerfs ont été déplacés vers le Devon début 2016. Le parc a été déclaré réserve naturelle locale en 2013, et est également un site d'importance d'arrondissement pour la conservation de la nature, grade 1,.

## Événements
Le parc accueille une variété d'événements tout au long de l'année : des festivals gastronomiques, artisanaux et de la bière, un festival d'été, un festival de feux d'artifice en novembre et un Parkrun hebdomadaire chaque samedi matin.
L'association des Amis du parc Alexandra organise des promenades à thèmes : champignons, arbres, fleurs sauvages, faune (chauve-souris) et histoire,.
Au pied de Muswell Hill, le parc accueille un marché de producteurs presque chaque semaine.

## Remarques
1. ↑  « Alexandra Palace Park », sur keepbritaintidy.org via Internet Archive (consulté le 13 octobre 2023).
2. ↑  - About (accessed 31 January 2008)
3. ↑  « Alexandra Park Conservation & Heritage Management Plan », Alexandra Park and Palace Charitable Trust, janvier 2011 (consulté le 13 juin 2018)
4. ↑  A.D. Mills, A Dictionary of London Place-Names, Oxford University Press, 2010 (ISBN 9780199566785), p. 6
5. ↑  http://www.alexandraparkcricketclub.com/ Cricket
6. ↑  http://www.alexandraparkfc.co.uk/ Football
7. ↑  http://www.alexandrapalace.com/park/animal-enclosure/ deer
8. ↑  (en) Anna Behrmann, « Alexandra Park deer set to move to greener pastures », sur hamhigh.co.uk, Hampstead Highgate Express (consulté le 16 septembre 2020).
9. ↑  « Alexandra Park », Local Nature Reserves, Natural England, 20 mars 2014 (consulté le 9 avril 2014)
10. ↑  « Alexandra Park », Greenspace Information for Greater London, 2013 (consulté le 9 avril 2014)
11. ↑  « iGiGL data portal (map) », Greenspace Information for Greater London (consulté le 9 avril 2014)
12. ↑  http://www.parkrun.org.uk/allypally/ Parkrun
13. ↑  Walks
14. ↑  https://sites.google.com/a/dreamcountry.org/foapk/home/coming-soon Events coming up in the Park
15. ↑  https://weareccfm.com/city-country-farmers-markets/market-profiles/alexandra-palace-market/ farmers market